# Emil Peters
Emil Peters (24. září 1864 – 20. ledna 1950) byl rakouský a český inženýr a politik německé národnosti, na počátku 20. století poslanec Českého zemského sněmu.

## Biografie
Profesí působil jako technik a průmyslový podnikatel ve stavebnictví. Specializoval se na vodohospodářské stavby. Působil v Mariánských Lázních, kde vypracoval počátkem 20. století projekt rozšíření zdejší přehradní nádrže, při jejíž výstavbě koncem 19. století předtím sám působil coby stavební dozor. V tomto lázeňském městě se podílel i na výstavbě některých dalších objektů, například vily Bismarck.
Na přelomu století se zapojil i do zemské politiky. Ve volbách v roce 1901 byl zvolen do Českého zemského sněmu v kurii městské (volební obvod Loket, Slavkov, Schönfeld, Bečov, Sangerberk). Politicky patřil k všeněmcům. Mandát obhájil ve volbách v roce 1908, nadále za všeněmce. Na sněmu se angažoval v podpoře otázky regulace vodních toků v Čechách.